# Tarzan (film 1999)
Tarzan – amerykański film animowany z 1999 roku nagrodzony Oscarem za najlepszą piosenkę autorstwa Phila Collinsa.
Film wyprodukował Walt Disney Feature Animation, natomiast jego dystrybucją zajął się Walt Disney Pictures, film miał swą premierę 18 czerwca 1999 roku. Obraz jest 37 filmem w oficjalnym kanonie Walta Disneya. Scenariusz oparto na powieści Edgara Rice’a Burroughsa pt. Tarzan wśród małp.

## Sequel
W 2001 roku powstał spin-off filmu, mianowicie serial TV: Legenda Tarzana emitowany w telewizji Toon Disney. Powstał też film video w 2002 roku – Tarzan i Jane. Drugą częścią filmu (midquel) jest natomiast film Tarzan 2: Początek legendy, który swoją premierę miał w 2005 roku.
W teatrze broadwayowskim pokazywany był też musical Tarzan produkcji Teatru Disneya. Swoją premierę sztuka miała 24 marca 2006 roku.

## Obsada
| Wersja oryginalna | Postać                        | Wersja polska        |
| --- | ----------------------------- | -------------------- |
| Tony Goldwyn | Tarzan                        | Andrzej Nejman       |
| Minnie Driver | Jane Porter                   | Edyta Olszówka       |
| Rosie O’Donnell | Terk                          | Joanna Wizmur        |
| Glenn Close | Kala                          | Marzena Trybała      |
| Brian Blessed | Clayton                       | Marcin Troński       |
| Lance Henriksen | Kerchak                       | Krzysztof Gosztyła   |
| Wayne Knight | Tantor                        | Krzysztof Kowalewski |
| Nigel Hawthorne | Profesor Archimedes Q. Porter | Witold Pyrkosz       |
| Alex D. Linz | Młody Tarzan                  | Adam Pluciński       |
| Taylor Dempsey | Młody Tantor                  | Zuzanna Kolanowska   |
| Opracowanie wersji polskiej: Start International Polska Reżyseria: Joanna Wizmur Dialogi polskie: Elżbieta Łopatniukowa Tłumaczenie: Michał Wojnarowski Teksty piosenek: Marek Robaczewski Dźwięk i montaż: Elżbieta Chojnowska Kierownictwo muzyczne: Marek Klimczuk Kierownik produkcji: Elżbieta Araszkiewicz Wykonanie piosenek: Paweł Hartlieb Opieka artystyczna: Mariusz Arno Jaworowski Nagrania muzyczne: Studio Buffo Reżyser nagrań muzycznych: Jarosław Regulski W pozostałych rolach wystąpili: Miriam Aleksandrowicz, Anna Apostolakis, Zofia Jaworowska, Mirosława Krajewska, Joanna Orzeszkowska, Katarzyna Skolimowska, Andrzej Arciszewski, Adam Bauman, Włodzimierz Bednarski, Andrzej Gawroński, Paweł Iwanicki, Jacek Jarosz, Stefan Knothe, Zbigniew Konopka, Jacek Kopczyński, Cezary Kwieciński, Tomasz Marzecki, Jan Janga-Tomaszewski, Janusz Wituch, Jarosław Boberek i inni |                               |                      |

## Ekipa
| Zawód                 | Nazwisko |
| --------------------- | --- |
| Reżyseria             | Kevin Lima Chris Buck |
| Producent             | Bonnie Arnold |
| Na podstawie powieści | Edgar Rice Burroughs |
| Scenariusz            | Tab Murphy Bob Tzudiker Noni White |
| Piosenka              | Phil Collins |
| Muzyka                | Mark Mancina |
| Asystent producenta   | Christopher Chase |
| Scenografia           | Daniel St. Pierre |
| Montaż                | Gregory Perler |
| Animacje              | Glen Keane (Tarzan) Ken Duncan (Jane) Russ Edmonds (Kala) John Ripa (Młody Tarzan) Michael Surrey (Terk) Randy Haycock (Clayton) David Burgess (Porter) Bruce W. Smith (Kerchak) Sergio Pablos (Tantor) Dominique Monfrey (Sabor) Jay Jackson (Rodzina Małp) T. Daniel Hofstedt (Kapitan & Zbiry) Chris Wahl (Flynt & Mungo) |

## Nagrody
Tarzan zdobył następujące nagrody:
- 1999 Annie – Osiągnięcie techniczne na Polu Animacji (proces na głębokim płótnie).
- 2000 Złoty Glob za piosenkę „You’ll Be in My Heart” – Phil Collins.
- 2000 Oscar za piosenkę „You’ll Be In My Heart” – Phil Collins.
- 2000 Nagroda Grammy dla najlepszej ścieżki dźwiękowej filmu fabularnego, telewizyjnego lub innego przedsięwzięcia.

## Soundtrack
1. „Two Worlds”
2. „You’ll Be in My Heart” (wersja Glenn Close)
3. „Son of Man”
4. „Trashin’ The Camp”
5. „Strangers Like Me”
6. „Two Worlds Reprise”
7. „Trashin’ the Camp” (wersja *NSYNC)
8. „You’ll Be in My Heart” (wersja Phil Collins)
9. „Two Worlds” (wersja Phil Collins)
10. „A Wondrous Place”
11. „Moves Like An Ape, Looks Like A Man”
12. „The Gorillas”
13. „One Family”
14. „Two Worlds Finale”